# Фёдоровская (Ленинградская область)
Фёдоровская — деревня в Винницком сельском поселении Подпорожского района Ленинградской области.

## История
ФЁДОРОВСКАЯ (КУКОВЫ) — деревня при Ладвозере, число дворов — 2, число жителей: 7 м. п., 2 ж. п.; Все чудь. 

НОВОПОСЕЛЕННАЯ-ФЁДОРОВСКАЯ (ЮГОВЫ) — деревня при Ладвозере, число дворов — 3, число жителей: 4 м. п., 6 ж. п.; Все чудь. (1873 год)

Деревня административно относилась к Винницкой волости 2-го стана Лодейнопольского уезда Олонецкой губернии.

ФЁДОРОВСКАЯ — деревня Ладвинского общества при озере Ладвинском, население крестьянское: домов — 2, семей — 2, мужчин — 6, женщин — 4, всего — 10; лошадей — 1.

ФЁДОРОВСКАЯ — деревня Ладвинского общества при озере Ладвинском, население крестьянское: домов — 3, семей — 3, мужчин — 10, женщин — 15, всего — 25; лошадей — 4, коров — 10, прочего — 7. (1905 год)

С 1917 по 1922 год деревня входила в состав Ладвинского сельсовета Винницкой волости Лодейнопольского уезда Олонецкой губернии.
С 1922 года в составе Ленинградской губернии.
С 1927 года в составе Винницкого района.
С 1928 года в составе Винницкого сельсовета.

Куст деревень Ладва на карте 1932 года

По данным 1933 года деревня Фёдоровская входила в состав Ладвинского вепсского национального сельсовета Винницкого национального вепсского района.
Согласно областным административным данным деревня Фёдоровская была частью «куста» деревень Ладва, куда кроме неё входили деревни: Кикова Гора, Матвеевская, Михайловская, Тимофеевская и Трофимовская. Деревня Новопоселенно-Фёдоровская называлась также Ладва Юдашева Гора.

Куст деревень Ладва на карте РККА 1940 года

С 1963 года в составе Лодейнопольского района.
С 1965 года в составе Подпорожского района.
По данным 1966 года деревня Фёдоровская также входила в состав Ладвинского сельсовета.
В 1971 году деревни Фёдоровская и Михайловская были объединены в один населённый пункт — деревню Фёдоровская.
По данным 1973 и 1990 годов деревня Фёдоровская входила в состав Курбинского сельсовета.
В 1997 году в деревне Фёдоровская Курбинской волости проживали 29 человек, в 2002 году — 19 человек (все вепсы).
В 2007 году в деревне Фёдоровская Винницкого СП проживали 9 человек.

## География
Деревня расположена в юго-восточной части района близ автодороги 41К-713 (Винницы — Казыченская).
Расстояние до административного центра поселения — 48 км.
Расстояние до ближайшей железнодорожной станции Подпорожье — 125 км.
Деревня находится между юго-восточным берегом Ладвинского озера и правым берегом реки Оять.

## Демография
| 1873 | 1905 | 1997 | 2007 | 2010 | 2017 |
| ---- | ---- | ---- | ---- | ---- | ---- |
| 19   | ↗35  | ↘29  | ↘9   | →9   | ↘4   |

Согласно данным Всероссийской переписи населения 2021 года в деревне постоянного населения не было.

## Улицы
Андреевская.